# Лещидул-Пусткі
Лещидул-Пусткі (пол. Leszczydół-Pustki) — село в Польщі, у гміні Вишкув Вишковського повіту Мазовецького воєводства.
Населення — 357 осіб (2011).
У 1975-1998 роках село належало до Остроленцького воєводства.

## Демографія
Демографічна структура станом на 31 березня 2011 року:
|          | Загалом | Допрацездатний вік | Працездатний вік | Постпрацездатний вік |
| -------- | ------- | ------------------ | ---------------- | -------------------- |
| Чоловіки | 179     | 43                 | 113              | 23                   |
| Жінки    | 178     | 39                 | 94               | 45                   |
| Разом    | 357     | 82                 | 207              | 68                   |